# Martina Zellner
Martina Zellner (Traunstein, 26 februari 1974) is een Duits biatleet. 

## Carrière
Zellner won tijdens de Olympische Winterspelen 1998 de gouden medaille op de estafette. Een jaar later behaalde zij haar grootste successen door het winnen van wereldtitels op de sprint en de estafette.

## Belangrijkste resultaten

### Wereldkampioenschappen
| Jaar | Plaats              | Onderdeel   | Onderdeel | Onderdeel     | Onderdeel  | Onderdeel | Onderdeel |
| Jaar | Plaats              | Individueel | Sprint    | Achtervolging | Massastart | Team      | Estafette |
| ---- | ------------------- | ----------- | --------- | ------------- | ---------- | --------- | --------- |
| 1994 | Canmore             | —           | —         |               |            | —         | —         |
| 1995 | Rasen-Antholz       | —           | —         | —             | —          |           |           |
| 1996 | Ruhpolding          | 61e         | —         | —             | —          |           |           |
| 1997 | Osrblie             | —           | —         | —             | 13e        | —         |           |
| 1998 | Pokljuka Hochfilzen |             |           | Brons         | —          |           |           |
| 1999 | Kontiolahti Oslo    | 14e         | Goud      | Brons         | 12e        |           | Goud      |
| 2000 | Oslo                | 19e         | Brons     | 6e            | Zilver     | 7e        |           |
| 2001 | Pokljuka            | —           | —         | —             | —          | —         |           |
| 2002 | Oslo                |             |           |               | —          |           |           |

### Olympische Winterspelen
| Jaar | Plaats | Onderdeel   | Onderdeel | Onderdeel |
| Jaar | Plaats | Individueel | Sprint    | Estafette |
| ---- | ------ | ----------- | --------- | --------- |
| 1998 | Nagano | 30e         | 10e       | Goud      |